# イチゴノキ

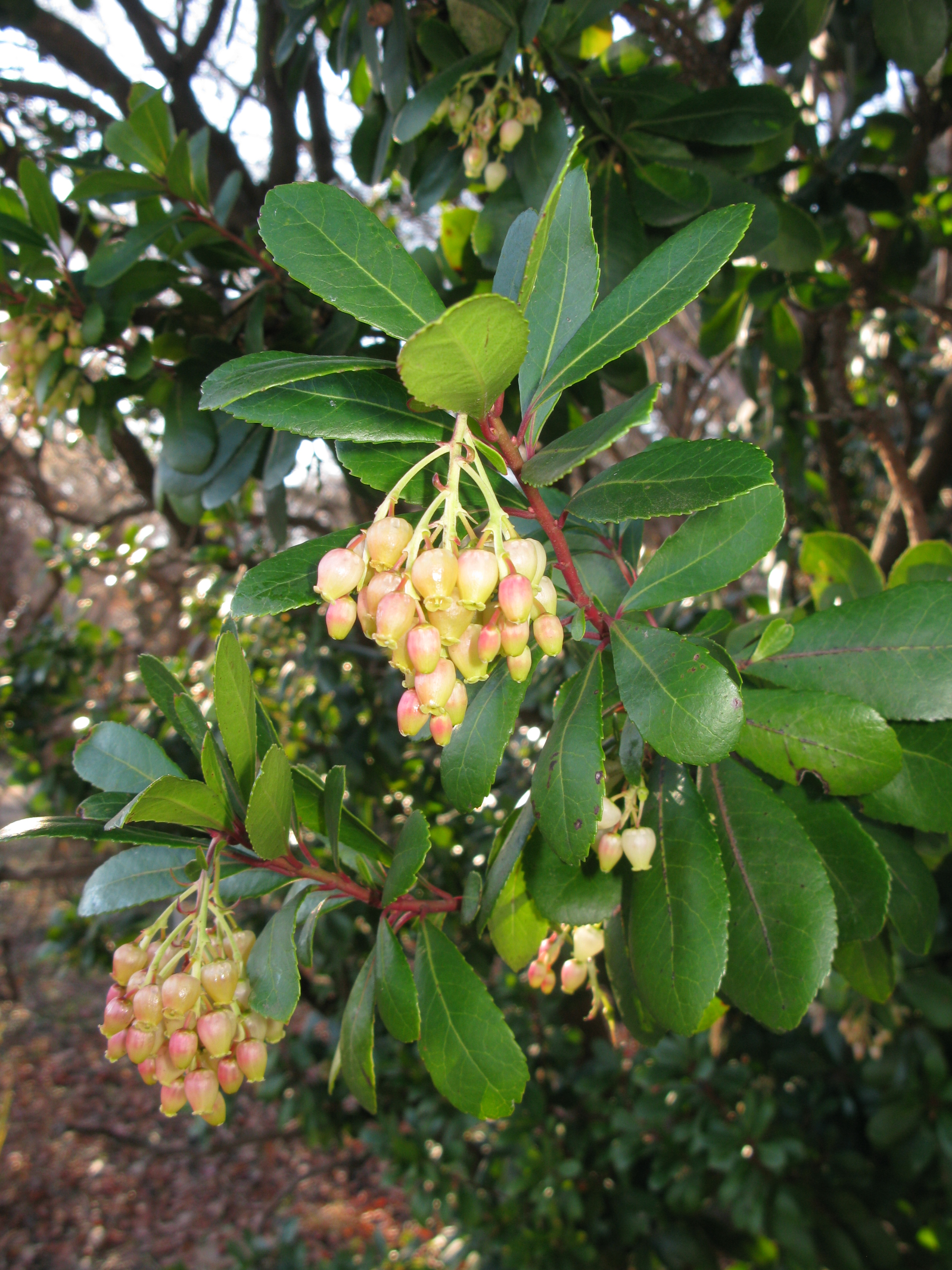
花序 神代植物公園 2013年12月

イチゴノキ（学名: Arbutus unedo）は、地中海地方と西ヨーロッパ北部、西フランス、アイルランドに分布するツツジ科イチゴノキ属の常緑低木である。

## 分布
地中海西岸のほかアイルランド島南西部にも自生しているが、グレートブリテン島には自生していない。紀元前1万年から紀元前3000年の新石器時代の人類が、偶然または意図的にイベリア半島からアイルランドに持ち込んだ可能性が高いとされている。この仮説は、アイルランドのネズミやアイルランド人の一部が、スペイン北部のネズミやスペイン人と共通の遺伝子を持っていることから裏付けられているとする主張がある。

## 特徴
常緑広葉樹で、高さ5 - 12メートル (m)（まれに15 m）ほど、幹の直径は80センチメートル (cm) になることがある。樹冠はこんもりし、捻れた枝を持つ。樹皮は赤みを帯びる。葉は濃緑色でつやがあり、長さ5 - 10 cm、幅2 - 3 cmで縁に鋸歯を持つ。
花期は秋。花は両性花で白色（まれに薄いピンク）、花冠は直径4 - 6ミリメートル (mm) になる鐘形、秋に10 - 30花ほどからなる円錐花序を生成する。甘い芳香があり、花柄はピンク色。花はハチによって授紛される。果実ができるのは受粉から5か月後のことで、熟すときには翌年の花が咲いている。果実は漿果で直径1 - 2 cm。黄金色から緋色に熟し、表面はざらついており、外見はレイシの果実（ライチ）に似ている。

## 栽培
日本においてイチゴノキをはじめとするイチゴノキ属の樹木はごく最近まで馴染のない樹木であったが、近年は小型の園芸品種を中心に園芸店にも出回っている。多くのツツジ科樹木と違い、イチゴノキは石灰質土壌でよく成長する。花期が遅いことにより、温室ではよく植えられる。庭木として成長させるときは、潅木状にするよりむしろ、主幹になる枝を一つ選択して他の萌芽を剪定し続けることが重要である。イチゴノキは水捌けのよい土壌と適度な水量を好む。
イチゴノキは西アイルランドの冬の寒さや夏の多湿でもよく成長するが、本来は乾燥した夏に適応した樹木である。それゆえ、地中海性気候の地域での植栽として役に立ち、カリフォルニア州や北アメリカ西海岸地方では非常に一般的な庭園樹となっている。USDAハーディネスゾーンは8 - 10。害虫としてはカイガラムシやアザミウマ、病害として、炭疽病、根腐れ病、サビ病、疫病菌などがある。

## 利用
花蜜が少ない秋に咲く花は、ミツバチにとっても貴重な蜜源植物となり、イチゴノキの蜂蜜には苦味があるがイベリア半島では人気がある。
果実は食用になるが、ボソボソした食感で、わずかにモモやマンゴーに似た味があるが、ほとんど無味である。多くの人はそれを味気ないものと感じるようで、種小名 unedo（ウネド）は、古代ローマの博学者の大プリニウスの言葉で、"unum tantum edo"（私は一度だけ食べた）から来ているという（一回食べればもう食べたいとは思わない、ということである）。果実は主として鳥に食べられている。しかし、果実が熟しすぎて発酵してくると、ほのかなアルコールの香りをまとって、だいぶ美味しくなるともいわれている。国によってはこの果実からジャムやリキュールを作ることもある。強いブランデーの一種であるポルトガルのメドローニョなどはその一例である。

## 文化

マドリード市の紋章

スペインの首都マドリードの紋章には、クマが伸び上がってマドローニョ（スペイン語でイチゴノキの意味）の果実を食べようとする姿が描かれている。首都マドリードもマドローニョも、現地の言葉で母を意味する madre（マードレ）が語源だといわれている。